# 6535-ös mellékút (Magyarország)
A 6535-ös számú mellékút egy bő húsz kilométer hosszú, négy számjegyű mellékút Tolna vármegyében. Bonyhád városát kapcsolja össze a 65-ös főúttal és a közbeeső kisebb településekkel.

## Nyomvonala
A 6-os főútból ágazik ki, annak 157+400-as kilométerszelvénye előtt, Bonyhád belterületének déli széle közelében. Nyugat felé indul, Zrínyi Miklós utca néven; az ellenkező irányban ugyanott torkollik bele a főútba, bő 21 kilométer megtétele után az 5603-as út, amely az M6-os autópálya Bonyhád–Bátaszék–Baja csomópontjától húzódik idáig, az 55-ös főút folytatásaként.
Alig 200 méter után keresztezi az út a Völgységi-patak folyását, a folytatásban a Széchenyi tér nevet veszi fel, majd nagyjából 700 méter után északnak fordul, és Rákóczi Ferenc utca néven halad, a városközpont főutcájaként. 2,4 kilométer után lép ki a város lakott területei közül, 2,9 kilométer után torkollik bele a 6533-as út, bő 12 kilométer megtétele után. Innen északnyugati irányban folytatódik; 6,2 kilométer után éri el Bonyhádvarasd határát. Majdnem pontosan egy kilométeren át még a város és a község határvonalát kíséri, majd teljesen ez utóbbi település területére ér. A belterület szélét 9,2 kilométer után éri el, ott Kossuth utca néven halad, majd 10,5 kilométer után kilép a házak közül.
A 10+650-es kilométerszelvényénél elhalad Bonyhádvarasd, Kisdorog és Nagyvejke hármashatára mellett, de ez utóbbi községet ennél jobban nem érinti, a folytatásban már kisdorogi területen halad tovább, itt észak felé. 11,6 kilométer után keresztezi a Kisvejkei-patakot, majd 12,5 kilométer után a Mucsi-Hidas-patakot is, 12,7 kilométer után pedig egy elágazáshoz ér. Itt délkelet felől a 6536-os út torkollik bele, nagyjából 6,5 kilométer megtétele után, a 6535-ös pedig nyugat-északnyugat felé folytatódik tovább.
13,5 kilométer után éri el az út Tevel területét, 14,5 kilométer után pedig annak lakott területeire lép. Ott Dorogi utca néven halad, és a faluban fokozatosan északnak fordul. 15,8 kilométer után kiágazik belőle nyugat felé a 6537-es út, Závod-Kisvejke irányába, innen az út neve Fő utca; a központot elhagyva, a lakott terület északi felében Hőgyészi utca, majd 17,8 kilométer után teljesen kilép a község lakott területeiről. Az utolsó, külterületek közt húzódó szakaszán még több, kisebb-nagyobb irányváltása van, végül beletorkollik a 65-ös főútba, annak 19+900-as kilométerszelvénye táján, Tevel és Murga határvonala közelében, de úgy tűnik, hogy még teveli területen.
Teljes hossza, az országos közutak térképes nyilvántartását szolgáló kira.gov.hu adatbázisa szerint 21,660 kilométer.